# Саджомо, Даниэль
Даниэль Алессандро Саджомо Москера (исп. Daniel Alessandro Saggiomo Mosquera; родился 7 февраля 1998 года в Венесуэла) — венесуэльский футболист, полузащитник клуба «Каракас».

## Клубная карьера
Саджомо — воспитанник клуба «Каракас». 20 ноября 2014 года в матче против «Саморы» он дебютировал в венесуэльской Примере. 4 октября 2015 года в поединке против «Эстудиантес де Мерида» Даниэль забил свой первый гол за «Каракас».

## Международная карьера
В 2015 году в составе юношеской сборной Венесуэлы Саджомо принял участие юношеского чемпионата Южной Америки в Парагвае. На турнире он сыграл в матчах против команд Парагвая, Перу и Колумбии.
В 2017 года Даниэль принял участие в молодёжном чемпионате Южной Америки в Эквадоре. На турнире он сыграл в матче против команды Эквадора, Бразилии, Уругвая и Аргентины.

## Достижения
Международные
 Венесуэла (до 20)
- Чемпионат Южной Америки среди молодёжных команд — 2017 — 3-е место